# Secuencia de Hubble
La secuencia de Hubble es una clasificación de tipos de galaxias desarrollada por Edwin Hubble en 1926. También se la conoce como diagrama diapasón a consecuencia de la forma de su representación gráfica. Los tipos de galaxias se dividen como sigue:

Diagrama en diapasón de la secuencia de Hubble.

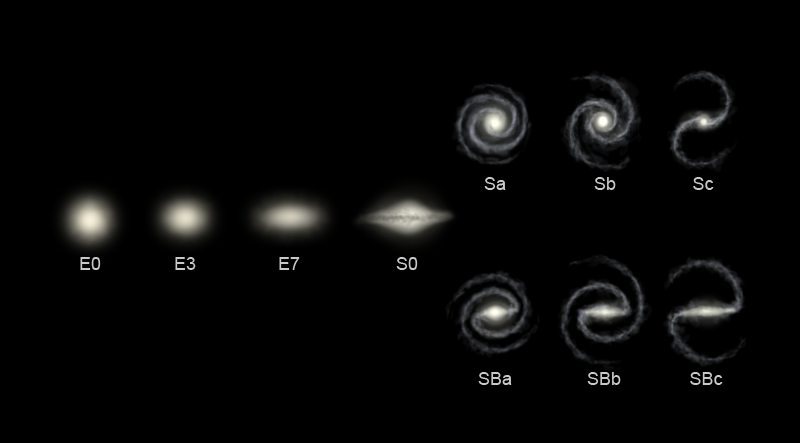
Foto que muestra la secuencia de Hubble.

- Galaxias elípticas (E0-7) tienen forma elíptica, con una distribución bastante uniforme de las estrellas por todas partes. El número indica el grado de excentricidad: las galaxias E0 son casi esféricas, mientras E7 son muy aplanadas. El número indica solo la apariencia de la galaxia en el cielo, no su geometría real.
- Galaxias lenticulares (S0 y SB0) parecen tener una estructura de disco con una concentración de estrellas central proyectándose de él. No muestran ninguna estructura espiral.
- Galaxias espirales (Sa-d) tienen una concentración de estrellas central y un disco aislado que presenta brazos espirales. Los brazos están centrado alrededor de la protuberancia, variando de los muy arremolinados y poco definidos (Sa) a los muy sueltos y definidos (Sc y Sd). Asimismo, mientras que en las primeras la concentración central es muy pronunciada, en estos últimos lo es bastante menos, y -salvo excepciones- la cantidad de estrellas jóvenes y la proporción de gas van aumentando a lo largo de la secuencia.
- Galaxias espirales barradas (SB0/a-d) tienen una estructura en espiral, similar a las galaxias espirales pero los brazos se proyectan desde el final de una "barra" central en lugar de emanar de una concentración central, como cintas en los extremos de una batuta. De nuevo, SBa a SBd indica como de arremolinados están estos brazos y el grado de desarrollo de la concentración central y -de nuevo, salvo excepciones- al ir progresando en la secuencia, la cantidad de gas y estrellas jóvenes va aumentando.
- Galaxias espirales intermedias (SAB0/a-c) tienen una morfología intermedia entre las galaxias espirales y las galaxias espirales barradas.
- Galaxias irregulares (Irr) se dividen en Irr-I, que muestran estructura espiral deformada, e Irr-II para las galaxias que no encajan en ninguna otra categoría.

| Tipo de galaxia           | Masa (Masas solares) | Luminosidad (Luminosidad solar) | Diámetro (kpc) | Población estelar                       | Porcentaje de galaxias observadas |
| ------------------------- | -------------------- | ------------------------------- | -------------- | --------------------------------------- | --------------------------------- |
| Espiral / Espiral barrada | 109 a 1011           | 108 a 1010                      | 5-250          | disco: Población I aureola:Población II | 77%                               |
| Elíptica                  | 105 a 1013           | 105 a 1011                      | 1-205          | Población II                            | 20%                               |
| Irregular                 | 108 a 1010           | 107 a 109                       | 1-10           | Población I                             | 3%                                |

Hubble basó su clasificación en fotografías de las galaxias tomadas con telescopios de la época. Al principio creyó que las galaxias elípticas eran una forma inicial, que posteriormente evolucionaba a espirales; nuestro conocimiento actual sugiere que la situación es más o menos opuesta, no obstante esta creencia dejó su impronta en la jerga de los astrónomos que aún hablan de "tipo primitivo" o "tipo avanzado" de galaxias de acuerdo a si la galaxia aparece a la izquierda o la derecha del diagrama.
Observaciones más recientes nos han dado la siguiente información sobre estos tipos:
- Las galaxias elípticas suelen tener poco gas y polvo y están compuestas principalmente de estrellas antiguas.
- Las galaxias espirales tienen abundantes existencias de gas y polvo, y tienen una mezcla de estrellas antiguas y jóvenes.
- Las galaxias irregulares son ricas en gas, polvo y estrellas jóvenes.

A partir de esto, los astrónomos han construido una teoría de la evolución galáctica que sugiere que las elípticas son resultado de la colisión entre galaxias espirales o irregulares, que las priva de gran parte del gas y polvo y hace que las órbitas de las estrellas sean aleatorias. Ver formación y evolución de galaxias.
Clasificaciones posteriores

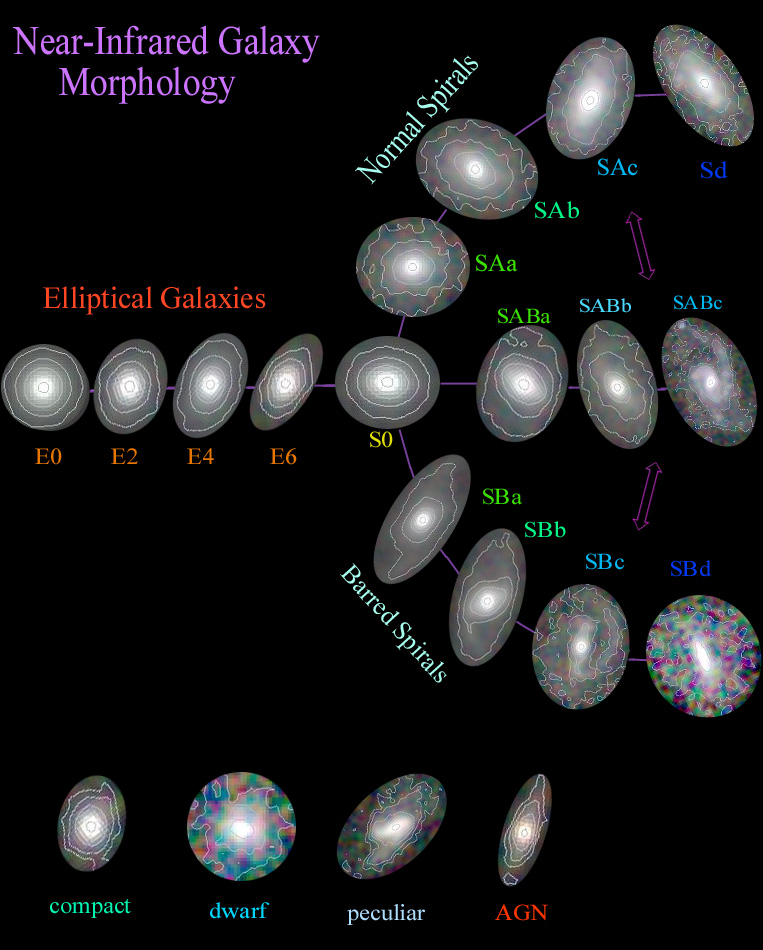

Después de aparecida esta secuencia, aparecieron refinamientos de esta, tanto por el propio Hubble como por otros autores (en especial, el astrónomo Gerard de Vaucouleurs), sobre todo en lo referido a la clasificación de las galaxias espirales, introduciéndose los tipos intermedios E+ (galaxias con características intermedias entre las elípticas y las lenticulares), S0- (galaxias lenticulares sin estructuras, solo distinguibles de una elíptica mediante un estudio detallado), S00 (galaxias lenticulares con cierta estructura), S0+ (galaxias intermedias entre una lenticular y una Sa), Sab (entre Sa y Sb), Sbc (entre Sb y Sc), y Scd (entre Sc y Sd), así cómo la clasificación "Pec" (peculiar) para aquellas galaxias inclasificables (por ejemplo, M82) y las galaxias enanas -con una "d" antes del tipo de la galaxia, y sólo para elípticas, lenticulares, e irregulares-. La más elaborada es la elaborada por el ya mencionado Gerard de Vaucouleurs en 1959. En ella, se extendió la clase Sd incluidos los tipos Sdm y Sm, así cómo siendo reemplazado el tipo Irr -salvo para galaxias irregulares enanas (dIrr)- por los tipos I(m) e IB(m), estos para galaxias irregulares con incipiente estructura espiral y/o barra, cómo las Nubes de Magallanes, y finalmente el tipo I0 para galaxias cómo la ya mencionada M82.
Ya que bastantes galaxias espirales presentan características intermedias entre las espirales normales (clasificadas cómo SA) y las barradas (clasificadas aquí cómo SB), se introdujeron las galaxias de tipo SAB, que son intermedias entre las espirales normales y las barradas. En este sistema, esto es lo primero que se pone.
También se ha tenido en cuenta la presencia de anillos internos en algunas galaxias. Las galaxias sin anillo interno se clasifican añadiendo a continuación del tipo de galaxia según tiene barra o no "(s)". Si existe un anillo interno mal definido, "(rs)". Si existe un anillo bien definido, "r". Además, si la galaxia tiene un anillo que la rodea antes de la clasificación según la barra o no se pone una "R"; si el anillo es un anillo falso, se pone "R1".
De Vaucouleurs ha representado este sistema de dos maneras: de manera tridimensional para todos los tipos de galaxias y cómo una rueda para las espirales y lenticulares (ver enlaces externos).
Algunos ejemplos de galaxias espirales o lenticulares brillantes clasificadas con este sistema son (datos tomados de NASA/IPAC Extragalactic Database):
Galaxia de Andrómeda:SA(s)b (quizás SB(s)b debido a la presencia de una barra)
Galaxia del Triángulo:SA(s)cd
M77: (R)SA(rs)b
M81: SA(s)ab
M85: SA(s)0+ pec
M88: SA(rs)b
M90: SAB(rs)ab
M95: SB(r)b
NGC 1023: SB(rs)0-
NGC 2841: SA(r)b
NGC 2903: SB(s)d
NGC 3115: SA(s)O-
NGC 4526: SAB(s)00
NGC 6946: SAB(rs)cd
NGC 7331: SA(s)b